# Örnsjön, Lappland
Örnsjön är en sjö i Arvidsjaurs kommun i Lappland och ingår i Piteälvens huvudavrinningsområde. Sjön har en area på 0,528 kvadratkilometer och ligger 343 meter över havet. Örnsjön ligger i Piteälven Natura 2000-område.

## Delavrinningsområde
Örnsjön ingår i det delavrinningsområde (732063-165452) som SMHI kallar för Utloppet av Örnsjön. Medelhöjden är 376 meter över havet och ytan är 6,45 kvadratkilometer. Det finns inga avrinningsområden uppströms utan avrinningsområdet är högsta punkten. Vattendraget som avvattnar avrinningsområdet har biflödesordning 3, vilket innebär att vattnet flödar genom totalt 3 vattendrag innan det når havet efter 164 kilometer. Avrinningsområdet består mestadels av skog (71 procent) och sankmarker (19 procent). Avrinningsområdet har 0,62 kvadratkilometer vattenytor vilket ger det en sjöprocent på 9,6 procent.